# Lösa förbindelser
Lösa förbindelser är en TV-serie som hade premiär den 25 mars 1985. Den har kallats Sveriges första TV-såpa och handlar om Stockholms konst- och reklambyråvärld. I centrum står konstnären Karl-Henrik som klarar sig hyfsat trots att han inte är någon favorit hos konstkritikerna. Hans fru Clair jobbar med konst och siktar på att bli chef för Moderna museet med hjälp av intriger och kontakter.

## Medverkande
- Evabritt Strandberg – Clair
- Marika Lindström – Kerstin
- Suzanne Ernrup – Hillevi
- Börje Ahlstedt – Karl-Henrik
- Lars Lind – John
- Ulf Brunnberg – Tom
- Jonna Arb – Lollo
- Pierre Wilkner – Paul
- Sissela Kyle – Katarina
- Lis Nilheim – Stina
- Nils Eklund – Elias
- Barbro Hiort af Ornäs – Bella
- Linda Krüger – Eva
- Irene Lindh – Margaretha
- Ingrid Boström – Ann-Christin Nord
- Sif Ruud – Elsa

Mindre roller:
- Jonas Bergström – Arne Fagerberg
- Jörgen Düberg – Hasse
- Bernt Lundquist – langaren
- Pierre Fränckel – Tore Tenglund
- Thomas Oredsson – Trygve Sörensen
- Leif Ahrle – Christiansson
- Micha Gabay – Adam Schmitt
- Peder Falk – Magnus Ek
- Gustav Kling – Axell
- Olof Widgren – Josef Steinmann
- Carl-Olof Alm – Buddha
- Hans Lindgren – statssekreterare

## DVD-utgåva
- Säsong 1 (avsnitt 1–14) släpptes på DVD den 9 juni 2010.
- Säsong 2 (avsnitt 15–30) släpptes på DVD den 8 september 2010.